# Perímetro

Perímetro de um polígono.

Perímetro de uma circunferência.

O perímetro é a medida do contorno de um objeto bidimensional, ou seja, a soma de todos os lados de uma figura geométrica. O perímetro de um círculo ou elipse é chamado de circunferência.
Calcular o perímetro tem várias aplicações práticas. Um perímetro calculado é o comprimento da cerca necessária para cercar um quintal ou jardim. O perímetro de uma roda (sua circunferência) descreve até onde ela irá rolar em uma única revolução. Da mesma forma, a quantidade de corda enrolada em torno de um carretel está relacionada ao perímetro do carretel.

## Fórmulas
| forma                | fórmula                                                              | variáveis |
| -------------------- | -------------------------------------------------------------------- | --- |
| círculo              | {\displaystyle 2\pi r=\pi d}                                         | onde {\displaystyle r}é o raio de um círculo e {\displaystyle d} é o diâmetro.                                                         |
| triângulo            | {\displaystyle a+b+c\,}                                              | onde {\displaystyle a}, {\displaystyle b} e {\displaystyle c}são os comprimentos dos lados do triângulo.                               |
| quadrado/losango     | {\displaystyle 4a=a+a+a+a}                                           | onde {\displaystyle a}é o comprimento do lado.                                                                                         |
| retângulo            | {\displaystyle 2(l+w)}                                               | onde {\displaystyle l}é o comprimento e {\displaystyle w} é a largura.                                                                 |
| polígono equilateral | {\displaystyle n\times a\,}                                          | onde {\displaystyle n} é o número de lados e {\displaystyle a}é o comprimento de um dos lados.                                         |
| polígono regular     | {\displaystyle 2nb\sin \left({\frac {\pi }{n}}\right)}               | onde {\displaystyle n} é o número de lados e {\displaystyle b} é a distância entre o centro do polígono e um dos vértices do polígono. |
| polígono geral       | {\displaystyle a_{1}+a_{2}+a_{3}+\cdots +a_{n}=\sum _{i=1}^{n}a_{i}} | onde {\displaystyle a_{i}} é o comprimento do lado de número {\displaystyle i}(1º, 2º, 3º, ... nº) de um polígono de n lados.          |

Para calcular o perímetro de um círculo (portanto, sua circunferência), usa-se a fórmula:  {\displaystyle 2\cdot \pi \cdot r}  (duas vezes pi vezes o raio), sendo pi geralmente equivalente a 3,1415926.
O diâmetro (d) pode ser calculado como duas vezes o raio. Por conta disso, a formula do perímetro também pode ser d {\displaystyle \cdot \pi } (diâmetro vezes "pi").
Um polígono tem perímetro igual à soma do comprimento dos seus lados. O perímetro é frequentemente utilizado em matemática (especificamente, geometria) para resolver cálculos.

## Circunferência de um círculo

Se o diâmetro de um círculo é 1, sua circunferência é igual a π.

O perímetro de um círculo, frequentemente chamado de circunferência, é proporcional ao seu diâmetro e seu raio. Ou seja, existe um número constante pi, π (p em grego para perímetro), tal que se P é o perímetro do círculo e D seu diâmetro então,
{\displaystyle P=\pi \cdot {D}.\!}